# Pori
Pori (Björneborg, en suec) és una ciutat de l'oest de Finlàndia capital de la regió de Satakunta. Fou fundada l'any 1558 a la vora del riu Kokemäenjoki, essent una ciutat molt tradicional i industrial.

## Llengua
Tot i que a Finlàndia són oficials tant el finès com el suec, a la ciutat un 98% dels habitants són de llengua finesa, mentre que un 0,5% de la població és de llengua sueca.

## Fills il·lustres
- Selim Palmgren (1878-1951) pianista, compositor i director d'orquestra

## Ciutats agermanades
Pori manté una relació d'agermanament amb les següents ciutats:
- Eger (Hongria), des del 1973
- Bremerhaven (Alemanya)
- Kołobrzeg (Polònia)
- Mâcon (França)
- Porsgrunn (Noruega)
- Riga (Letònia)
- Sønderborg (Dinamarca)
- Sundsvall (Suècia)
- Stralsund (Alemanya)